# 張宏陸
張 宏陸（ちょう こうりく、ジャン ホンルー、1972年〈民国61年〉1月10日 - ）は、中華民国（台湾）の政治家、元地方公務員。民主進歩党所属の立法委員。

## 経歴
2005年、板橋市長を代理で務めた。同年末の板橋市長選挙に出馬したが、落選した。
2010年、新北市議員選挙に出馬し、初当選した。その後再選され2期務める。
2016年の第9回立法委員選挙で新北市第六選挙区から出馬し、初当選した。2020年の第10回立法委員選挙でも50％以上の得票率で再選された。
2024年の第11回立法委員選挙では、国民党候補を僅差で破り、再選に成功した。

## 選挙記録
| 年度 | 選挙                | 選挙区           | 所属政党   | 得票数  | 得票率 | 当選 | 注釈 |
| ---- | ------------------- | ---------------- | ---------- | ------- | ------ | ---- | ---- |
| 2005 | 第10回板橋市長選挙  | 台北県板橋市     | 民主進歩党 | 128,684 | 48.02% |      |      |
| 2010 | 第1回新北市議員選挙 | 第四選挙区       | 民主進歩党 | 27,601  | 9.01%  |      |      |
| 2014 | 第2回新北市議員選挙 | 第四選挙区       | 民主進歩党 | 21,066  | 7.69%  |      |      |
| 2016 | 第9回立法委員選挙   | 新北市第六選挙区 | 民主進歩党 | 77,223  | 52.61% |      |      |
| 2020 | 第10回立法委員選挙  | 新北市第六選挙区 | 民主進歩党 | 88,236  | 54.35% |      |      |
| 2024 | 第11回立法委員選挙  | 新北市第六選挙区 | 民主進歩党 | 78,847  | 48.99% |      |      |